# Barmská cesta (Izrael)

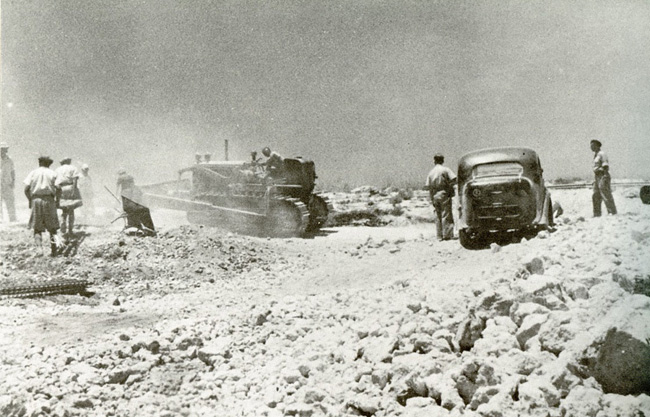
Budování izraelské Barmské cesty

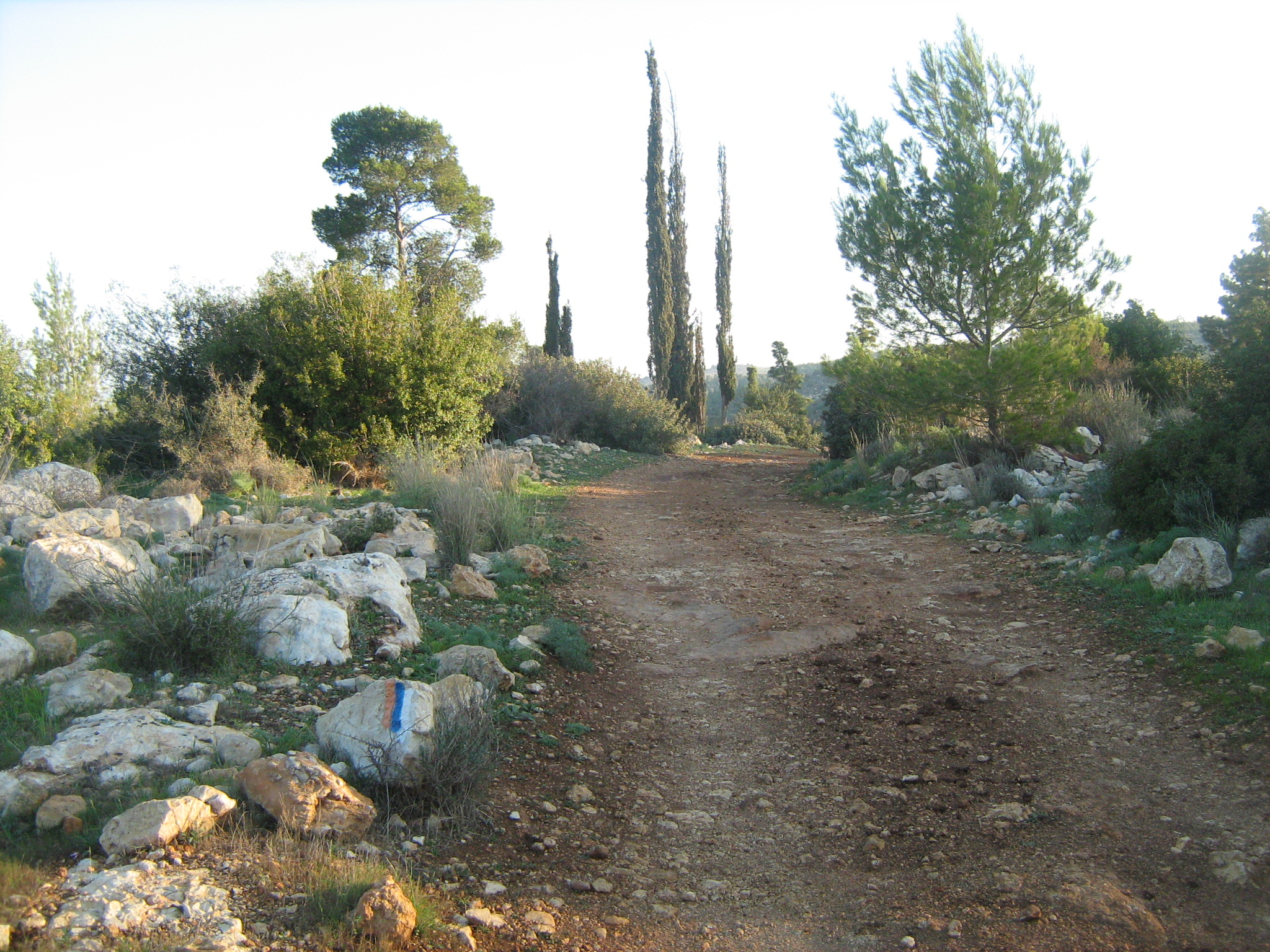
Část Barmské cesty dnes. Na kameni nalevo od cesty je patrné trikolorní značení Izraelské stezky.

Jako Barmská cesta (hebrejsky: דרך בורמה) se v Izraeli označuje 25 kilometrů dlouhá nouzová cesta spojující Tel Aviv s Jeruzalémem. Byla postavena během první arabsko-izraelské války vojáky pod vedením generála Mickeyho Marcuse. Její název je odvozen od Barmské cesty, která během čínsko-japonské války sloužila jako zásobovací trasa Kuomintangu mezi severovýchodní Barmou a jižní Čínou.

## Historické souvislosti
V listopadu 1947 schválilo Valné shromáždění Organizace spojených národů plán, podle něhož mělo dojít k rozdělení mandátní Palestiny. V Palestině následně vypukla občanská válka, během níž arabské jednotky oblehly Jeruzalém, který byl v té době nejlidnatějším židovským městem. Poslední konvoj se zásobami se do města dostal v dubnu 1948 v rámci Operace Nachšon, avšak po odchodu Britů získali Arabové strategicky významnou pevnost Latrun, se kterou kontrolovali přístupovou cestu do Jeruzaléma. Arabové byli zároveň schopni paralyzovat židovský provoz v nedaleké soutěsce Ša'ar ha-Gaj. Ani opakované Bitvy o Latrun nedokázaly tuto strategickou výhodu Arabů odstranit. Jeruzalém se tak dostal do obležení, a přestože bylo menší množství zásob, zpravidla munice, shazováno z letadel, ve městě postupně došlo k akutnímu nedostatku potravin, vody, paliva a léků.

## Výstavba cesty
Židé se proto rozhodli prokopat nouzovou a prozatímní cestu, táhnoucí se pohořím obklopující Jeruzalém. Vedla jižně od Latrunu poblíž současných vesnic Mesilat Cijon a Bejt Me'ir. Celá cesta byla dokončena v červenci 1948, kdy prolomila obležení města a umožnila židovským jednotkám dopravit do města potřebné zásoby. Budoucí izraelský prezident Chajim Herzog popisoval myšlenku na budování Barmské cesty následovně:
S použitím buldozerů, traktorů a ruční práce začali ženisté plnit skoro nemožný úkol: vybudovat sjízdnou silnici svahem od konce sadu k cestě dole v údolí. V noci, za doprovodu jordánské dělostřelby, to bylo téměř surrealistické divadlo: stovky nosičů odnášejících tiše potraviny a zásoby dolů ze svahu k čekajícím nákladním autům, džípům a dokonce i k mulám. Touto cestou byla dokonce hnána stáda krav, protože jsme zoufale potřebovali dostat do města hovězí maso.
Chajim Herzog, pozdější izraelský prezident
Barmská silnice sloužila do prosince 1948. 7. prosince 1948 byla zprovozněna nová silnice, nyní již koncipovaná jako běžné silniční spojení.